# 見知らぬ関西新発見!みしらん
『見知らぬ関西新発見!みしらん』（みしらぬかんさいしんはっけん!みしらん）は、2012年4月7日から2013年9月21日まで、毎週土曜日の10:00 - 11:40 (JST) に朝日放送で放送されていた情報番組である。
当記事では、本番組直後の11:40 - 11:45に放送されていた『みしらんの壺』（みしらんのつぼ）に関しても記述する。

## 概要
朝日放送のサービスエリアの大半を占める関西地方の198市町村（2012年3月時点）を対象に、地元の住民だけが知っている名産品・グルメ・景観・人物などの情報を発掘・発信することを目的に、2012年4月7日から生放送。「放送で扱う情報を、必ず当事者（地元の住民・市場関係者・開発者・生産者など）に聞くこと」を、番組全体のポリシーに掲げている。また、新鮮でリアリティのある情報を提供すべく、生放送と並行しながらFacebookやデータ放送も積極的に活用している。
朝日放送が土曜日の午前10・11時台に関西ローカル・生放送の情報番組を編成するのは、2002年3月まで1年間放送されていた『ベリグ!』（10:25 - 11:45）以来10年振り。番組タイトルの『みしらん』とは、「（地元の住民以外には）見知らぬ情報」を意味する。
当番組では、スタジオレギュラー陣を関西地方出身者だけで構成。朝日放送の『ごきげん!ブランニュ』（「ナイトinナイト」火曜日→月曜枠）に長年出演している赤井英和（大阪市西成区出身）がMCを務めるほか、かつて同番組で赤井と共演していた小寺右子（同局アナウンサー、兵庫県西宮市出身）、シャンプーハットのてつじ（大阪府堺市出身）・小出水（大阪府高槻市出身、いずれも前番組『ホップ!ステップ!シャンプー!』からの続投扱い）、ますだおかだの岡田圭右（大阪市中央区出身）が毎回スタジオに登場する。ちなみに、2011年6月から第1子の出産・育児で休暇を取っていた小寺にとって、当番組は職場復帰後初めてのレギュラー番組になった。
番組内容は、シャンプーハットによるグルメ情報企画「シャンプーハットのみしらん!グルメ」、関西地方で話題の商品の裏側をクイズ仕立てで紹介する「ヒットの裏にみしらんQ!」、視聴者から投稿された子どもや幼児の可愛らしいミスや失敗の画像・動画を紹介する「みしらんスター誕生!ミスったチルドレン」などで構成。本編終了後の11:40 - 11:45には、『ホップ!ステップ!シャンプー!』で内包していたインフォマーシャルコーナーを、『みしらんの壺』という番組として独立させた。
番組開始から2012年8月4日までは「いいね!旅立ち みしらん2府4県」（山口綾子が電動バイクで毎回1つの市町村を訪れるロケ企画）、8月25日から12月22日までは「おでかけみしらん〜週末あそびプランナー〜」（週末の行楽プランを提案する企画）なども放送。12月22日からは、毎回1つのテーマに基づく突撃取材企画「突撃みしらん」を開始した。
毎年8月の全国高校野球選手権大会中継期間中は当番組の放送を休止していた（雨天中止の場合も雨傘番組で対応するため休止）。
2013年最初の放送（1月5日）以降は、「シャンプーハットのみしらん!グルメ」「ヒットの裏にみしらんQ!」「みしらんスター誕生!ミスったチルドレン」「突撃みしらん」に加え、スポーツコーナーとして「スポーツみしらん」を新設。矢野燿大（朝日放送野球解説者、元・中日ドラゴンズ→阪神タイガース捕手、大阪市平野区出身）がスポーツキャスター、同局新人アナウンサーの斎藤真美（大阪市淀川区出身）が「突撃みしらん」リポーター兼天気キャスターとして加わるなど、レギュラー出演者の一部を入れ替えていた。しかし、同年9月21日で、『みしらんの壺』と共に放送を終了。翌週以降は、当番組の放送枠の大半を特別番組の再放送などに充てる一方で、11:35 - 11:45には『みしらんの壺』の流れを汲むダイアンの冠番組『本日はダイアンなり!』を編成している。
朝日放送では、当番組が終了してから半年後の2014年4月5日から、土曜日の9:30 - 11:00に関西ローカルで生放送番組『教えて!ニュースライブ 正義のミカタ』を開始。メインキャスター・東野幸治のアシスタントを、斎藤が務めることになった。

## 主な企画・コーナー

### 番組終了時点（2013年1月以降）
シャンプーハットのみしらん!グルメ
シャンプーハットの2人が、世間で「一流」と目される料理人が作る名店の料理、旬の食材の美味しい食べ方、新しいレシピのアイデアなどを紹介するコーナー。「一流」料理人の携帯電話に登録された電話番号を頼りに、その番号を使用中の料理店を数珠つなぎ形式で訪ね歩く「秘密の名店数珠つなぎ」を主に放送していた。
ヒットの裏にみしらんQ!
関西で話題の商品の裏側を、クイズを交えながら紹介するコーナー。リポーターのかまいたち（山内健司・濱家隆一）が商品の製造元を訪れては、ヒットの秘訣や一般に知られていない情報を探ることから、「工場見学」の側面も見受けられた。クイズを出すたびに、山内が最初に答えを聞いた時のリアクションを「山内ヒント」として再現することが特徴。
当コーナーの放送中には、データ放送経由で視聴者からのクイズ参加も受付。1問でも正解すれば、プレゼントに応募できるシリアルナンバーと、応募専用の電話番号がデータ放送の画面に表示されていた。プレゼントを希望する視聴者は、放送日の正午（12:00）までに発信者番号を通知したうえでPHS・一部のIP電話以外の回線から前述の電話番号に電話をかけることと、その電話中にガイダンスに沿って前述のシリアルナンバーを入力することが応募の条件になっていた。なお番組では、以上の条件で応募を受け付けた視聴者から、抽選でプレゼントを進呈した。
KANSAIみしランキング
関西地方の現状をよく知ることを目的に、関西にまつわるさまざまなランキングをベスト5形式で紹介。ランキングのテーマが商品である場合には、ベスト5の発表後に、その商品にちなんだクイズを出演者向けに出題した。
突撃みしらん
2012年12月22日から放送。朝日放送の若手アナウンサー（斎藤と北村真平）が、番組スタッフからの「指令」を受けたうえで、「（放送時点で）最も熱気を帯びている」と思われる関西各地の現場（イベントやバーゲンの会場など）へ二手に分かれて突撃取材を実施した。放送回によっては、赤井をはじめ、他のレギュラー陣がロケに加わることもあった。
スポーツみしらん!
2013年1月5日放送分から10時台の前半に新設されたスポーツコーナーで、矢野がスポーツキャスターとして出演。矢野の古巣である阪神タイガースをはじめ、関西にちなんだスポーツの話題を取り上げた。なお矢野は、当コーナー以外にも、全編にわたってスタジオに出演していた。
みしらんスター誕生!ミスったチルドレン
番組のエンディング付近で放送する視聴者投稿コーナーで、コーナータイトルの「ミスったチルドレン」はMr.Childrenにちなんだ。
小さな子ども・赤ちゃんの可愛らしいミスや失敗（「食事中に眠ってしまったあげく、ご飯を盛った茶碗に顔を突っ込んだ」「鼻水で奇跡的に大きな鼻風船ができた」など）をテーマに、視聴者から画像（または動画）を保存した記録メディア（DVD・Blu-ray Disc・CD-R・メモリーカードなど）を郵送限定で受付。その一部を放送で紹介していた。。
みしらんの壺
本編の終了直後に放送。スタジオ出演者が登場しない代わりに、小寺のナレーションでインフォマーシャルを次々と伝えていた。

### 過去
いいね!旅立ち みしらん2府4県
番組開始から2012年8月4日まで放送された紀行ロケ企画。近畿2府4県にある198の市町村（街）から毎週1つの街を選んだうえで、山口が電動バイクで訪問。行く先々で出会った地元の住民との交流・初めての経験などを重ねながら、一般に知られざるその街の魅力に関する情報（通称「いいね!」）を探し出したうえで、番組の公式Facebookへ「いいね!」を紹介する記事を投稿していた。ちなみにFacebookでは、放送で取り上げた街について、アカウントを持つ視聴者から情報・画像の提供を受け付けていた。
2012年6月17日放送分までは、行く先々で出会った住民から「いいね!」を少しずつ集めることを前提に、1つの街について3日間のロケを実施。放送では、ロケの映像を時系列に沿って編集・放送していた。ロケの期間が3日間にわたることから、山口が大阪市福島区（朝日放送の本社所在地）から遠く離れた辺境の街を訪れることもあった。
2012年6月23日の放送分から企画をリニューアル。山口がもっぱら朝日放送本社に近い街を訪れるとともに、地元住民の集まりやすい場所（駅など）で「いいね!」を一気に集めるようになった。また、スタジオレギュラーのシャンプーハット・岡田や、山口と同じよしもとクリエイティブ・エージェンシーに所属する先輩芸人が週替わりでロケに登場。放送では、山口がロケで訪問した順序に関係なく、集めた「いいね!」をベスト5形式で紹介していた。
追っかけみしらん!
番組開始から2012年8月4日まで放送された追跡ロケ企画。リポーターの小泉エリが、関西各地の卸売市場に入荷した食材から「（取材日において）一番良い」と思われる食材を探し出したうえで、その食材の出荷から料理店でメニューとして提供されるまでを“追っかけ”ていた。
おでかけみしらん〜週末あそびプランナー〜
2012年8月25日から12月22日まで放送されたロケ企画。関西地方の観光地・行楽地から毎回1か所を選んだうえで、地元住民だけが知る「穴場」や知る人ぞ知る楽しみ方などを取り上げながら、週末や季節ならではの行楽プランを提案していた。リポーターを主に小泉が担当。
2012年12月1日の放送分までは、リポーターが特に印象を残ったスポットを、リポーターの驚き具合からベスト5（ベスト3）形式で紹介していた。放送回によっては、「おでかけみしらん〜延長戦〜」というタイトルで特別編も放送。最終回では、「自宅でできる素敵なクリスマスパーティー」を提案していた。

## 出演者

### 放送終了時点（2013年1月以降）
◎：番組開始当初からレギュラーで出演
●：出演時点で朝日放送のアナウンサー
- MC
  - 赤井英和◎[4]
- レギュラー
  - 岡田圭右◎（ますだおかだ）
  - シャンプーハット◎（てつじ・小出水、「シャンプーハットのみしらん!グルメ」のリポーターも兼務）[5]
  - 小寺右子◎●（「みしらんの壺」のナレーターも兼務）
- スポーツキャスター
  - 矢野燿大（朝日放送野球解説者、2013年1月5日 - ）
    - 矢野が出演しない場合には、同局の他の解説者（吉田義男など）が、ゲストコメンテーターとして全編に登場していた。
- 天気キャスター
  - 斎藤真美●（2013年1月5日 - ）
    - 「突撃みしらん」のリポーターも兼務。エンディング付近では、「よしもと47ご当地市場」（なんばグランド花月地下の商業フロア）から提供された「今週のおすすめ商品」を紹介した。
- リポーター
  - かまいたち◎（山内健司・濱家隆一、「ヒットの裏にみしらんQ」担当）[6]
  - 北村真平●（2013年1月5日 - 、「突撃みしらん」担当でスタジオにも出演）
    - 番組公式Facebookでは、出演者を代表して生放送の終了後に記事を執筆。矢野が出演しない場合には、「スポーツみしらん!」のキャスターも兼務した。
- 準レギュラー
  - 羽野晶紀
  - 堀ちえみ
  - 眞鍋かをり
- ナレーター
  - 谷藤リョーコ（「ヒットの裏にみしらんQ!」）[7]
  - 菱田盛之（「シャンプーハットのみしらん!グルメ」）

### 過去の出演者
- リポーター
  - 山口綾子（当時つぼみ、番組開始 - 2012年8月4日、「いいね!旅立ち みしらん2府4県」を担当）
  - 小泉エリ（番組開始　- 2012年12月22日、 「追っかけみしらん!」→「おでかけみしらん〜週末あそびプランナー〜」）[8]

いずれも、出演期間中には、ロケ収録・放送後に番組公式Facebookで記事を執筆していた。

## スタッフ
- 構成：渡邉仁、上室尚子、やまだともカズ、友光哲也、姫路まさのり
- ブレーン：弘中麻由、永岑広憲、平野友介、蔭岡翔
- SW：川本龍文
- CAM：横山博昭
- VE：楠本由希子
- LD：兼岩克
- AUD：和三晃章
- TK：森田弘美
- SE：片岡幸司、武田寛、三木信彦
- MA：右見嘉英
- ENG：中住鉄兵、藤原祐司、細田勝
- EED：松元篤史、橋本智子
- 協力：ABCリブラ、クラッチ.、東通企画、JAWS、ウォークオン、アイネックス、関西東通、東通インフィニティー、アルチザン、sound-k、戯音工房、ハートス、フォレスト、NTTdocomo
- 美術協力：グリーン・アート、クラフト、まいど、インターナショナルクリエイティブ、新光企画、京阪商会、東京衣裳、ビーム
- 美術：奥井優佑
- CG：竹内淳、藤原宏美
- 編成：新妻大輔
- デスク：田村圭
- 番組宣伝：遠山雄大
- FD：徳原由華
- AD：木原翔
- ディレクター：高岡めぐみ、薄井太介、南雄大、後藤真実子、阪本圭、福井義典、松村綾希、松本繁男、安本浩太、湯浅耕二
- プロデューサー：伊藤拓哉、大坪光昭
- 制作・著作：朝日放送[1]